# 里道特火山
里道特火山（英語：Redoubt Volcano）位于美国阿拉斯加州南部，安克雷奇西南约180公里处，库克湾西岸，海拔3108公尺。1989年的喷发严重影响了当地的空中交通, 导致荷蘭皇家航空867號班機事故。
最近一次喷发发生在2009年。